# Ордуэй, Джон Малкольм
Джон Ма́лкольм О́рдуэй (англ. John Malcom Ordway; Калифорния) — дипломат, Поверенный в делах Посольства США в Казахстане, Чрезвычайный и Полномочный Посол США.

## Биография
Джон Ордуэй родился в Калифорнии. В 1972 году окончил Стэнфордский университет. В 1975 году окончил Колледж права Хейстингса при Калифорнийском университете.
Он также окончил годичную аспирантуру в Университете Калифорния в Беркли по специальности СССР и страны Восточной Европы.
В разные годы работал в дипломатических миссиях США:
- Россия — 1999 по 2001 год Заместитель Посла в Посольстве США в г. Москва.

Чрезвычайный и Полномочный Посол США в:
- Армении — ноябрь 2001 по август 2004 года.
- Казахстане — сентябрь 2004 по 2008 год.

Поверенный в делах США в:
- Непале — декабрь 2009 по январь 2010 года.
- Австрии — май по июль 2009 года.
- Болгарии — август по ноябрь 2009 года.
- Чехии — май по август 2010 года
- Казахстане — ноябрь 2013

Владеет английским, русским, французским, итальянским, немецким, чешским языками, знает базовый армянский и казахский языки